# 北甘楽郡

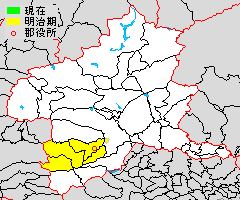
群馬県北甘楽郡の範囲

北甘楽郡（きたかんらぐん）は群馬県にあった郡。

## 郡域
1878年（明治11年）に行政区画として発足した当時の郡域は、現在の行政区画では概ね以下の区域に相当する。
- 高崎市（吉井町岩崎、吉井町上奥平、吉井町下奥平、吉井町坂口）
- 富岡市
- 安中市（松井田町北野牧、松井田町西野牧）
- 甘楽郡下仁田町
- 甘楽郡甘楽町
- 甘楽郡南牧村

## 歴史
近世の甘楽郡のうち神流川沿いの地域を南甘楽郡（現多野郡）として分割したもので、現在の甘楽郡にあたる。

### 郡発足までの沿革
- 「旧高旧領取調帳」に記載されている明治初年時点での、甘楽郡のうち後の当郡域の支配は以下の通り。●は村内に寺社領が存在。幕府領は関東在方掛の岩鼻陣屋が管轄。（3町109村）

| 知行         | 知行               | 村数     | 村名 |
| ------------ | ------------------ | -------- | --- |
| 幕府領       | 幕府領             | 2町 54村 | 恩賀村、根小屋村、●下仁田村、宮室村、岩戸村、檜沢村、砥沢村、熊倉村、●本宿村、入山村、漆萱村、市野萱村、藤井村、庭谷村、●一ノ宮町、上小林村、神農原村、●富岡町、岩染村、秋畑村、上野村、内匠村、笹村、造石村、行沢村、古立村、●下諸戸村、岳村、大牛村、●宮崎村、吉崎村、栗山村、青倉村、塩沢村、●千原村、大仁田村、大日向村、六車村、羽沢村、星尾村、多井戸村、二日町村、川井村、白山村、大桑原村（現甘楽郡下仁田町）、風口村、小沢村、大平村、森平村、坂詰村、黒川村（現甘楽郡下仁田町）、三瀬村、芦野平村、南蛇井村、馬山村、神成村 |
| 藩領         | 上野七日市藩       | 21村     | 七日市村、野上村、岡本村、曽木村、君川村、白岩村、後賀村、坂口村、下奥平村、●岩崎村、●別保村、上黒岩村、下黒岩村、藤木村、●上高尾村、下高尾村、大桑原村（現富岡市）、小桑原村、●相野田村、●蕨村、上奥平村 |
| 藩領         | 上野小幡藩         | 32村     | ●小幡村、田篠村、●福島村、●星田村、●金井村、上白倉村、下白倉村、●天引村、●轟村、善慶寺村、後箇村、上高瀬村（幕府領は高瀬村と記載）、下高瀬村（同左）、大島村、●田島村、宇田村、黒川村（現富岡市）、●下高田村、十二村、左京分村、中里村、八木連村、八城村、上諸戸村、●菅原村、上小坂村、中小坂村、下小坂村、蚊沼村、原村、上丹生村、●中沢村 |
| 幕府領・藩領 | 幕府領・小幡藩     | 2村      | ●国嶺村、●下丹生村 |
| 幕府領・藩領 | 旗本領・上野吉井藩 | 0村      | 高瀬村（上高瀬村、下高瀬村のうち幕府領） |
| その他       | 寺社領             | 1町      | 妙義町 |

- 慶応4年6月17日（1868年8月5日） - 新政府が岩鼻陣屋に岩鼻県を設置。幕府領・旗本領を管轄。
- 明治2年12月26日（1870年1月27日） - 吉井藩が廃藩。管轄区域が岩鼻県の管轄となる。
- 明治初年（4町108村）
  - 福島村、福島町が混在していた呼称が福島町に確定する。
  - 岩戸村が磐戸村に改称。
  - このころ妙義町が小幡藩領となる。
- 明治4年
  - 7月14日（1871年8月29日） - 廃藩置県により、藩領が小幡県、七日市県の管轄となる。
  - 10月28日（1871年12月10日） - 第1次府県統合により、全域が群馬県（第1次）の管轄となる。
  - 上諸戸村・下諸戸村が合併して諸戸村となる。（4町107村）
- 明治5年（5町105村）
  - 下仁田村が下仁田町に改称。
  - 上高瀬村・下高瀬村が合併して高瀬村となる。
- 明治6年（1873年）6月15日 - 熊谷県の管轄となる。
- 明治7年（1874年）（5町102村）
  - 笹村・多井戸村・二日町村が合併して小川村となる。
  - 十二村・左京分村が合併して上高田村となる。
  - 塩沢村が大塩沢村に、後箇村が南後箇村にそれぞれ改称。
- 明治8年（1875年）（5町90村）
  - 恩賀村・根小屋村・入山村・漆萱村・市野萱村・藤井村・大平村・森平村・坂詰村・黒川村（現甘楽郡下仁田町）・三瀬村・芦野平村が合併して西野牧村となる。
  - 八城村が碓氷郡稲荷村を合併。このころ所属郡を碓氷郡に変更。
- 明治9年（1876年）（5町89村）
  - 8月21日 - 第2次府県統合により、熊谷県が武蔵国の管轄地域を埼玉県に合併して群馬県（第2次）に改称。当郡域は群馬県の管轄となる。
  - 上白倉村・下白倉村が合併して白倉村となる。
  - 大桑原村（現・富岡市）が桑原村に改称。

### 郡発足以降の沿革
- 明治11年（1878年）12月7日 - 郡区町村編制法の群馬県での施行により、甘楽郡のうち5町92村の区域に行政区画としての北甘楽郡が発足。富岡町に郡役所を設置。
- 明治15年（1882年） - 東野牧村、南野牧村、北野牧村が起立。（5町92村）

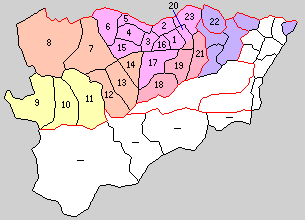
1.富岡町 2.黒岩村 3.一ノ宮町 4.丹生村 5.高田村 6.妙義町 7.坂牧村 8.西牧村 9.尾沢村 10.月形村 11.磐戸村 12.青倉村 13.下仁田町 14.馬山村 15.吉田村 16.高瀬村 17.額部村 18.秋畑村 19.小幡村 20.福島町 21.新屋村 22.岩平村 23.小野村（紫：高崎市 桃：富岡市 赤：甘楽町 橙：下仁田町 黄：南牧村 －は南甘楽郡）

- 明治22年（1889年）4月1日 - 町村制の施行により、以下の町村が発足。（5町18村）
  - 富岡町 ← 富岡町、七日市村、曽木村（現・富岡市）
  - 黒岩村 ← 黒川村、別保村、上黒岩村、下黒岩村（現・富岡市）
  - 一ノ宮町 ← 一ノ宮町、宮崎村、田島村、宇田村、神農原村（現・富岡市）
  - 丹生村 ← 上丹生村、下丹生村、原村（現・富岡市）
  - 高田村 ← 上高田村、下高田村、八木連村（現・富岡市）
  - 妙義町 ← 妙義町、中里村、行沢村、菅原村、諸戸村、岳村、大牛村、古立村（現・富岡市）
  - 坂牧村 ← 上小坂村、中小坂村、下小坂村、東野牧村（現・甘楽郡下仁田町）
  - 西牧村 ← 本宿村、南野牧村、西野牧村［一部］（現・甘楽郡下仁田町）
  - 尾沢村 ← 砥沢村、羽沢村、星尾村、熊倉村（現・南牧村）
  - 月形村 ← 大日向村、大仁田村、六車村（現・南牧村）
  - 磐戸村 ← 磐戸村、小沢村、大塩沢村、檜沢村、千原村（現・南牧村）
  - 青倉村 ← 青倉村、宮室村、大桑原村、風口村、南甘楽郡平原村［一部］（現・下仁田町）
  - 下仁田町 ← 下仁田町、吉崎村、川井村、栗山村（現・下仁田町）
  - 馬山村 ← 馬山村、白山村（現・下仁田町）
  - 吉田村 ← 南蛇井村、中沢村、蚊沼村、神成村、上小林村（現・富岡市）
  - 高瀬村 ← 高瀬村、内匠村、大島村（現・富岡市）
  - 額部村 ← 南後箇村、岩染村、野上村、岡本村（現・富岡市）
  - 秋畑村（単独村制、現・甘楽町）
  - 小幡村 ← 小幡村、上野村、轟村、国嶺村、善慶寺村（現・甘楽町）
  - 福島町 ← 福島町、小川村（現・甘楽郡甘楽町）、君川村、星田村、田篠村（現・富岡市）
  - 新屋村 ← 白倉村、庭谷村、造石村、天引村、金井村（現・甘楽町）
  - 岩平村 ← 上奥平村、下奥平村、岩崎村、坂口村（現・高崎市）
  - 小野村 ← 藤木村、小桑原村、上高尾村、下高尾村、相野田村、蕨村、後賀村、白岩村、桑原村（現・富岡市）
  - 北野牧村および西野牧村の一部が碓氷郡坂本町の一部となる。
- 明治23年（1890年）3月11日 - 坂牧村が改称して小坂村となる。(5町18村)
- 明治29年（1896年）7月15日 - 郡制を施行。
- 大正12年（1923年）4月1日 - 郡会が廃止。郡役所は存続。
- 大正14年（1925年）5月10日 - 小幡村が町制施行して小幡町となる。(6町17村)
- 大正15年（1926年）7月1日 - 郡役所が廃止。以降は地域区分名称となる。
- 昭和17年（1942年）7月1日 - 「北甘楽地方事務所」が富岡町に設置され、本郡を管轄。
- 昭和25年（1950年）4月1日 - 甘楽郡（第2次）に改称。

## 行政
歴代郡長
| 代 | 氏名 | 就任年月日                | 退任年月日                | 備考 |
| -- | ---- | ------------------------- | ------------------------- | ---- |
| 1  |      | 明治11年（1878年）12月7日 |                           |      |
|    |      |                           | 大正15年（1926年）6月30日 |      |